# Hryhorij Komyschenko
Hryhorij Wassyljowytsch Komyschenko (ukrainisch Григорій Васильович Комишенко, international verwendete Schreibweise Hrihoriy Kamyshenko; * 10. März 1972 in Mariupol, Ukrainische SSR) ist ein ehemaliger Ringer, der für die Sowjetunion und für die Ukraine startete. Er wurde 1994 Europameister und 1996 Vize-Europameister im griechisch-römischen Stil jeweils im Federgewicht.

## Werdegang
Hryhorij Komyschenko begann als Jugendlicher 1980 mit dem Ringen. Er konzentrierte sich dabei auf den griechisch-römischen Stil. Auf der internationalen Ringermatte erschien er erstmals, noch für die Sowjetunion startend, bei der Junioren-Weltmeisterschaft 1990. Er gewann dabei in der Gewichtsklasse bis 54 kg eine Bronzemedaille. Seinen nächsten Einsatz hatte er 1992 bei der Junioren-Europameisterschaft (Espoirs) in Székesfehérvár. Hier startete er nach der politischen Wende in der Sowjetunion für die Ukraine. Es gelang ihm dabei im Federgewicht, den Titel vor Usama Aziz, Schweden, und Jerzy Szeibinger, Polen, zu gewinnen.
In der Ukraine startete er für den Sportclub Gelikon Mariupol und sein Trainer war dort Gennadi Uzum. 1994 wurde er erstmals bei einer internationalen Meisterschaft bei den Senioren eingesetzt. Bei der Europameisterschaft in Athen erzielte er dabei gleich den größten Erfolg in seiner Laufbahn, denn er wurde dort im Federgewicht neuer Europameister vor Aghassi Manukjan, Armenien, Ihar Petrenka, Weißrussland, und Ari Härkänen, Finnland. Auch bei der Weltmeisterschaft 1994 in Tampere schnitt er mit einem 5. Platz recht gut ab. Sieger wurde dort Sergei Martynow aus Russland.
1995 erzielte Hryhorij Komyschenko bei den internationalen Meisterschaften nur durchschnittliche Ergebnisse. Bei der Europameisterschaft dieses Jahres in Besançon startete er im Leichtgewicht und belegte den 11. Platz und bei der Weltmeisterschaft in Prag, bei der er wieder im Federgewicht antrat, kam er gar nur auf den 19. Platz.
1996 war für ihn wieder ein weitaus besseres Jahr. Im März 1996 wurde er in Budapest im Federgewicht hinter Sergei Martynow und vor Mchitar Manukjan, Armenien, und Włodzimierz Zawadzki Vize-Europameister und bei den Olympischen Spielen 1996 in Atlanta erreichte er im Federgewicht einen respektablen 6. Platz. Er siegte dabei über Winston Santos Fuentes, Venezuela, und Mchitar Manukjan und verlor dann gegen Włodzimierz Zawadzki, der Olympiasieger wurde, gegen Akif Pirim, Türkei, und im Kampf um den 5. Platz auch gegen Iwan Radnew aus Bulgarien.
In den folgenden Jahren nahm er noch bis 2002 an internationalen Meisterschaften, abwechselnd im Feder- und Leichtgewicht, teil. Er gewann dabei keine Medaillen mehr, zeigte aber immer großen Einsatz und erreichte teilweise gute Platzierungen. Bei den Olympischen Spielen 2000 in Sydney erreichte er im Federgewicht noch einen 8. Platz. Dabei siegte er gegen Rasoul Amani, Neuseeland, verlor gegen Beat Motzer, Schweiz, und siegte noch über Yasutoki Motoki, Japan. In seinem letzten Jahr mit internationalen Meisterschaft belegte er bei der Europameisterschaft in Seinäjoki im Leichtgewicht noch einen 6. Platz und siegte dabei u. a. gegen Włodzimierz Zawadzki und verlor gegen Manuchar Kwirkwelia aus Georgien.

## Internationale Erfolge
| Jahr | Platz | Wettbewerb                               | Gewichtsklasse | Ergebnisse |
| 1990 | 3.    | Junioren-EM (Juniors)                    | bis 54 kg      | hinter Marian Sandu, Rumänien, und Plamen Galantschew, Bulgarien                                                                                         |
| 1992 | 1.    | Junioren-EM (Espoirs) in Székesfehérvár  | Feder          | vor Usama Aziz, Schweden, und Jerzy Szeibinger, Polen |
| 1993 | 1.    | Intern. Turnier in Paris                 | Feder          | vor Alexander Dawidowitsch, Israel, und Włodzimierz Zawadzki, Polen                                                                                      |
| 1994 | 1.    | EM in Athen                              | Feder          | vor Aghassi Manukjan, Armenien, Ihar Petrenka, Weißrussland, und Ari Härkänen, Finnland                                                                  |
| 1994 | 5.    | WM in Tampere                            | Feder          | hinter Sergei Martynow, Russland, Iwan Radnew, Bulgarien, Włodzimierz Zawadzki und David S. Zuñiga, USA                                                  |
| 1994 | 1.    | Welt-Cup in Kecskemét                    | Feder          | vor David S. Zuñiga, Hu Guohong, China, und Mohamed Ahmaed Kamel, Ägypten                                                                                |
| 1995 | 11.   | EM in Besançon                           | Leicht         | Sieger: Ghani Yalouz, Frankreich, vor Ryszard Wolny, Polen, und Marko Yli-Hannuksela, Finnland                                                           |
| 1995 | 19.   | WM in Prag                               | Feder          | Sieger: Sergei Martynow vor Włodzimierz Zawadzki und Mchitar Manukjan, Armenien                                                                          |
| 1996 | 2.    | EM in Budapest                           | Feder          | hinter Sergei Martynow, vor Mchitar Manukjan und Włodzimierz Zawadzki                                                                                    |
| 1996 | 6.    | OS in Atlanta                            | Feder          | nach Siegen über Winston Santos Fuentes, Venezuela, und Mchitar Manukjan und Niederlagen gegen Włodzimierz Zawadzki, Akif Pirim, Türkei, und Iwan Radnew |
| 1997 | 14.   | EM in Kouvola/Finnland                   | Feder          | nach einem Sieg über Niklas Henttunen, Schweden, und Niederlagen gegen Mátyás Megyes, Ungarn, und Iwan Radnew                                            |
| 1997 | 3.    | Vantaa-Cup                               | Leicht         | hinter Valeri Nikitin, Estland, und Giorgi Dschindschelaschwili, Georgien                                                                                |
| 1999 | 6.    | EM in Sofia                              | Leicht         | nach Siegen über Jan Schou, Dänemark, und Miroslav Velkov, Mazedonien, und einer Niederlage gegen Adam Juretzko, Deutschland                             |
| 1999 | 7.    | WM in Athen                              | Feder          | nach Siegen über Shawn Lewis, USA, Jimmy Samuelsson, Schweden, und Haikaz Galstjan, Armenien, und einer Niederlage gegen Mchitar Manukjan                |
| 2000 | 8.    | OS in Sydney                             | Leicht         | nach einem Sieg über Rasoul Amani, Neuseeland, einer Niederlage gegen Beat Motzer, Schweiz, und einem Sieg über Yasutoshi Motoki, Japan                  |
| 2002 | 6.    | EM in Seinäjoki/Finnland                 | Leicht         | nach Siegen über Peter-Georg Philippitsch, Österreich, und Włodzimierz Zawadzki und einer Niederlage gegen Manuchar Kwirkwelia, Georgien                 |
| 2002 | 16.   | WM in Moskau                             | Leicht         | nach einem Sieg über Peter-Georg Philippitsch und einer Niederlage gegen Jerzy Szeibinger                                                                |
| 2003 | 6.    | Großer Preis von Deutschland in Dortmund | Leicht         | Sieger: Ari Härkänen, Finnland, vor Sylwester Charzewski, Polen                                                                                          |

## Erläuterungen
- alle Wettkämpfe im griechisch-römischen Stil
- OS = Olympische Spiele, WM = Weltmeisterschaft, EM = Europameisterschaft
- Federgewicht, bis 1996 bis 62 kg, von 1997 bis 2001 bis 63 kg,
- Leichtgewicht, bis 1996 bis 68 kg, von 1997 bis 2001 bis 69 kg und seit 2002 bis 66 kg